# RX J1856.5-3754
RX J1856.5-3754は、中性子星である。

## 特徴
RX J1856.5-3754は、およそ100万年前に伴星の超新星爆発により作られたと考えられている。1992年に発見され、1996年に中性子星だと確信された。108km/sの速度で、地球から見て南方向へと移動している。発見初期は150～200光年離れていると思われていたが、チャンドラのX線測定により2002年に400光年離れていることが明らかになった。これは知られている中で最も太陽系に近い中性子星である。
RX J1856.5-3754は、チャンドラとハッブル宇宙望遠鏡の観測データを統合すると、以前は直径が4～8km、表面温度が70万℃と推定されたため、中性子星としては小さく、RX J1856.5-3754は当初クォーク星と考えられた。しかし、改善された観測データでは、直径は28～34km、表面温度は43万4000℃となり、クォーク星と仮定する必要がなくなった。